# Cantó de Frontinhan

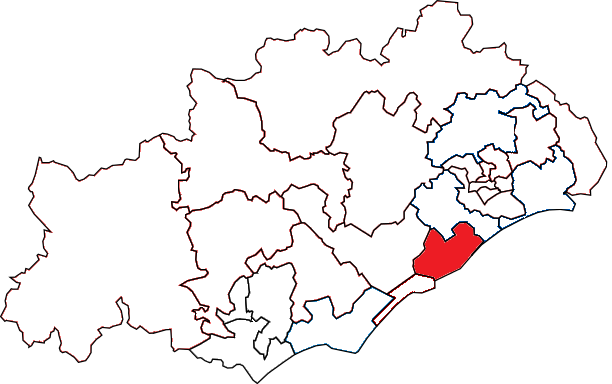
El cantó de Frontinhan a l'Erau

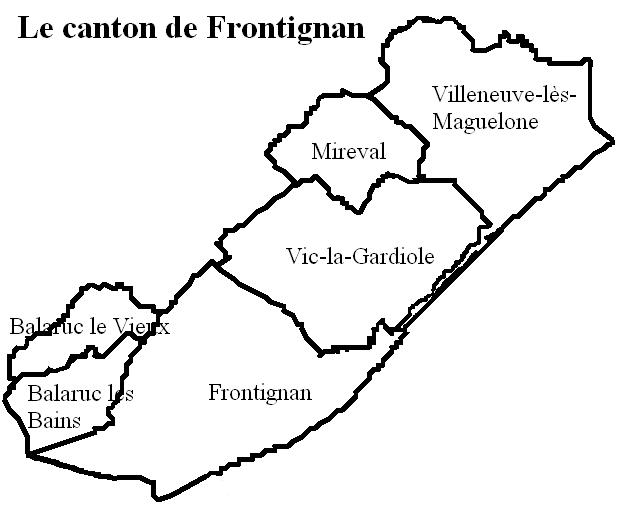
Municipis del (antic) cantó de Frontinhan

El cantó de Frontinhan és un cantó francès del departament de l'Erau, a la regió d'Occitània. Forma part del districte de Montpeller, compta amb 6 comuns i el cap cantonal és Frontinhan.

## Comuns
- Los Banhs de Balaruc
- Balaruc Vièlh
- Frontinhan
- Gijan
- Miravau
- Vic de la Gardiòla